# Ordre d'Aftab
 L'ordre d'Aftab (Nishan-i-Aftab) a été fondé par Nassereddine Shah, le roi de Perse, de la dynastie Kadjar en février 1873, avant sa première visite dans divers États européens. L'ordre est divisé en deux classes, la première classe étant réservée aux souveraines ou aux reines-consort des dirigeants régnants et la seconde classe aux princesses, aux dames de haut rang, et à celles qui méritent une reconnaissance spéciale ou des signes d'appréciation remarqués par le Shah. En 1967, sous le règne de la dynastie Pahlavi, les statuts de l'ordre ont changé, ces changements comprenaient le nom de l'ordre devenu l'ordre d'Aryamehr, l'insigne et l'éligibilité à recevoir l'ordre. 

## Insigne de première classe
L'insigne de la première classe se compose d'une étoile de poitrine, d'une ceinture et d'un badge de ceinture. L'insigne est un disque rond en platine, portant une image de face d'un soleil féminin ( aftab ), entièrement émaillé dans des couleurs naturelles et entouré d'une étroite bande en relief de platine. L'anneau de platine forme une guirlande d'un large anneau entièrement incrusté de dix-huit diamants, bordé par une autre bande surélevée étroite en platine. Autour de la moitié supérieure de la bande de platine, un rayon de soleil disposé dans un motif en éventail de dix-sept rayons séparés, huit avec des pointes en forme d'arcs gothiques et neuf queues d'hirondelles, le tout complètement incrusté de diamants. Attaché au rayon supérieur du rayon de soleil, figure un anneau de cravate incrusté de brillants. 
L'étoile de la première classe est très similaire à l'insigne, mais plus grande, et consiste en un rayon de soleil avec trente-deux rayons séparés, tous incrustés de diamants et entourant complètement le disque central avec sa large bande de platine et son cercle de diamants. 
Les récipiendaires de la première classe portaient l'insigne suspendu à un grand cordon de moiré rose, bordé d'étroites bandes de bordure vertes, roses et vertes. La ceinture drapée sur l'épaule gauche et sur la poitrine, avec le badge reposant sous la hanche droite. 

## Insigne de deuxième classe
L'insigne de la deuxième classe se compose également d'une étoile de poitrine et d'un écusson. L'insigne est similaire à la première classe, mais en émail et brillants, au lieu de diamants. Contrairement à la première classe, l'étoile du sein de la deuxième classe est une copie plus proche de l'insigne, mais avec des diamants pendentifs des deux bras inférieurs horizontaux. Le rayon de soleil est semi-circulaire avec dix-sept rayons, entourant seulement la moitié supérieure du disque central avec sa large bande de platine et son cercle de diamants. 
Les récipiendaires de la seconde classe portaient l'insigne suspendu au même grand cordon et de la même manière que ceux de la première classe. [réf. nécessaire]

## Remplacement
À la chute de la dynastie Qajar et à l'époque de Reza Shah Pahlavi, cet ordre a été remplacé par l'Ordre de Khorshid (un autre mot persan pour « Soleil  ») en 1939. 